# Bernardia scabra
Bernardia scabra är en törelväxtart som beskrevs av Johannes Müller Argoviensis. Bernardia scabra ingår i släktet Bernardia och familjen törelväxter. Inga underarter finns listade i Catalogue of Life.